# Loch an Duin (North Uist)
Loch an Duin ist ein Süßwassersee auf der schottischen Hebrideninsel North Uist. Historisch gehörte er zur traditionellen Grafschaft Inverness-shire.

## Beschreibung
Der See liegt im Nordosten von North Uist auf einer Höhe von drei Metern über dem Meeresspiegel. In einer äußerst dünn besiedelten Region gelegen, sind die Ufer von Loch an Duin unbesiedelt. Die nächstgelegene Siedlung ist der zwei Kilometer nordwestlich gelegene Weiler Trumisgarry. Die A865 passiert die Südküste des Sees. Der Loch an Duin befindet sich zwischen den Hügeln Beinn Mhòr (190 Meter) und Crogary More (180 Meter) in einem Gebiet, das von zahlreichen Seen durchsetzt ist. Südwestlich befinden sich die größeren Seen Loch nan Geireann und Loch Fada.
Der stark unregelmäßig geformte Loch an Duin weist eine maximale Länge von 1,48 Kilometern bei einer maximalen Breite von 1,07 Kilometern auf, woraus sich eine Seefläche von 56 Hektar und ein Umfang von 13 Kilometern ergeben. Bei einer maximalen Tiefe von 10,7 Metern und einer mittleren Tiefe von 1,9 Metern ergibt sich ein Volumen von rund 1,07 Mio. Kubikmetern. Sein Einzugsgebiet umfasst 323 Hektar und erstreckt sich vornehmlich nach Westen. Es besteht zu etwa 40 % aus Moor- und zu 26 % aus Heideland und umfasst auch mehrere Seen. Der See verfügt über keine benannten Zuflüsse. Von seinem Nordostufer fließt ein kurzer Bach ab, der in die Bucht Loch Maddy an der Schottischen See entwässert.
Der auf einer kleinen Insel in Loch an Duin gelegene Dun Torcuill belegt die historische Besiedlung des Sees.